# SN 2007qq
SN 2007qq – supernowa typu Ia odkryta 2 listopada 2007 roku w galaktyce A024230-0058. W momencie odkrycia miała maksymalną jasność 23,00m.